# Teoría y práctica en la Grecia Antigua
La relación entre teoría y práctica durante el período de la Grecia antigua atravesó momentos que van desde la exaltación del trabajo manual hasta su posterior descenso a una jerarquía inferior que la ciencia teórica. Dichos momentos se pueden diferenciar con una delimitación más o menos clara.

## Primera etapa
El primer momento se observa en la etapa de los filósofos presocráticos. Por lo que sabemos a través de fuentes de segunda mano, como por ejemplo los textos de Aristóteles, la principal preocupación de los presocráticos (Tales de Mileto, Anaxímenes, Empédocles y otros) era la búsqueda de las causas primeras, eminentemente materiales. También los hubo como los pitagóricos, quienes se acercaron a la metafísica. Buscaron las causas primeras inmateriales, y sostuvieron que estas eran los números. Sin embargo, no parece que los presocráticos hayan ensayado alguna clasificación de saberes. En esta etapa los filósofos y pensadores aparentemente anteponían el concepto de técnica al de ciencia, y creían que esta era imposible sin la otra. La experiencia se obtenía a través del trabajo manual. Los más grandes personajes intelectuales para la Grecia clásica, el tradicional grupo de los siete sabios, eran admirados no solo por sus conocimientos teóricos sino también por los prácticos, ya que se les atribuían varios inventos importantes. Anaxágoras atribuyó la superioridad del hombre sobre el animal a la mano de aquel, la cual posibilita el desarrollo de la técnica, y por ende, de la ciencia.

## Segunda etapa
El segundo momento se puede distinguir a partir de la aparición de Platón y Aristóteles. Esta se da en el contexto del ascenso y caída del efímero Imperio Ateniense y los comienzos del período helenístico.
En ese entonces la sociedad se encontraba dividida, a grandes rasgos, entre “ciudadanos” y “esclavos”. La clase de los ciudadanos era una clase ociosa, mientras que los esclavos realizaban el trabajo manual. Platón aparentemente es el primero en anteponer la ciencia a la técnica, a diferencia de los presocráticos, pero mantiene su interrelación. Para él existían dos mundos, el sensible y el de las ideas, y el ideal del filósofo era acceder a este último. Como el trabajador manual debe obtener primero la “idea” antes de realizar el “objeto”, tal como se ve en el ejemplo del carpintero y la lanzadera en Crátilo, y la ciencia está más cerca de la obtención de ideas que la técnica, concluye que aquella se encuentra más elevada que esta. Por lo tanto, la ciencia correspondería al conocimiento del mundo de las ideas y la técnica al del mundo sensible.
Aristóteles parece marcar la ruptura definitiva entre ciencia y técnica. Para él, las “ideas” no están en ningún lado, sólo emanan de la inteligencia humana, y luego la mano le permite ponerlas en práctica. Es decir, al contrario que Anaxágoras, el hombre posee mano porque primero tiene inteligencia. Por lo tanto, es factible que un hombre piense algún objeto, por ejemplo la lanzadera, y que luego le indique a otro cómo construirla. Este último hombre no sirve más que como instrumento, y puede ser perfectamente un esclavo, y no tiene que saber el “por qué” de lo que hace, sino sólo el “cómo”. Aristóteles organizó a los saberes en una jerarquía que encontraba en su base a las tareas manuales, de carácter sensible, luego a la experiencia, y en la cúspide a la sabiduría, a la cual considera “la ciencia acerca de ciertos principios y causas”. En el nivel de la sensibilidad sólo se conoce el hecho, por ejemplo que el fuego quema, pero no el por qué. La experiencia es la memoria de una acumulación de hechos, y la sabiduría es la reflexión sobre la experiencia, que nos permitiría alcanzar el conocimiento de las causas, por ejemplo por qué el fuego quema.
La división social en dos grandes clases parecía afectar a todo lo que se consideraba cognoscible. Y el universo aristotélico también se dividía en dos: el mundo sublunar, corruptible, compuesto por los cuatro elementos de Empédocles; y el supralunar, donde las esferas celestes compuestas de éter eran incorruptibles y se movían armoniosamente en círculos. El orden del Universo era inmutable y los elementos tendían a moverse hacia sus lugares naturales. Pensaba que el orden social debía ser similar.

## Separación entre ciencia y técnica
Podemos rastrear claramente la progresiva separación entre ciencia y técnica, y la subordinación de esta última a aquella, a través de la lectura de los textos hipocráticos. Estos son un compendio de tratados médicos que se atribuyen a Hipócrates, aunque en realidad los textos que lo componen sean de diferentes épocas. De la Medicina Antigua, por ejemplo, es un tratado que pretende recuperar la tradición médica griega más arcaica. Allí se recomienda al médico la experimentación, el estudio de la preparación de alimentos y el contacto con el paciente. Por el contrario, otros tratados hipocráticos del período helenístico desprecian el trabajo manual y prescriben una medicina teórica basada en la teoría de los cuatro humores y el estudio del medio ambiente, a fin de determinar la causa del desequilibrio que provoca la enfermedad. Las curaciones demandarán tiempo y, en la práctica, sólo podrán sobrellevarlas las clases ociosas.
- Datos: Q6142052